# Саихи, Джамель
Джамель Саихи (араб. جمال السايحي‎; родился 21 января 1987 года в Монпелье, Франция) — тунисский футболист, полузащитник. Выступал в сборной Туниса.

## Клубная карьера
Саихи — воспитанник клуба «Монпелье» из своего родного города. 20 апреля 2007 года в матче против «Труа» он дебютировал в Лиге 2. В 2009 году Джамель помог клубу выйти в элиту. 3 октября в поединке против «Гренобля» он дебютировал в Лиге 1. 11 мая 2011 года в матче против «Лорьяна» Саихи забил свой первый гол за «Монпелье». В 2012 году он помог команде выиграть чемпионат.
Летом 2016 года Саихи перешёл в «Анже». 21 августа в матче против «Сент-Этьена» он дебютировал за новую команду.

## Международная карьера
19 ноября 2008 года в товарищеском матче против сборной Ганы Саихи дебютировал в сборную Туниса. 11 февраля 2009 года в поединке против сборной Нидерландов он забил свой первый гол за национальную команду. В 2012 году Джамель попал в заявку на участие в Кубке Африки. На турнире он принял участие в трех поединках против Габона и Ганы.
В 2015 году Саихи во второй раз принял участие в Кубке Африки в Экваториальной Гвинее. На турнире он сыграл в матчах против команд Кабо-Верде и Замбии.

### Голы за сборную Туниса
| # | Дата        | Место                              | Противник  | Счёт | Результат | Соревнование      |
| - | ----------- | ---------------------------------- | ---------- | ---- | --------- | ----------------- |
| 1 | 5 июня 2011 | Олимпийский стадион, Радес Тунис   | Нидерланды | 1:1  | 1:1       | Товарищеский матч |
| 2 | 5 июня 2011 | Мустафа Бен Джанет, Монастир Тунис | Руанда     | 5:1  | 5:1       | Товарищеский матч |

## Достижения
«Монпелье»
- Чемпион Франции: 2011/12